# Edificio United Charities
El United Charities Building Complex  es un edificio histórico ubicado en Nueva York, Nueva York. El United Charities Building Complex se encuentra inscrito como un Hito Histórico Nacional en el Registro Nacional de Lugares Históricos desde el 28 de marzo de 1985. R. H. Robertson fue el arquitecto del United Charities Building Complex.